# Hardware (album)
Hardware è il quinto album in studio della heavy metal band, Krokus, uscito nel 1981 per l'Etichetta discografica Ariola Records.

## Il disco
Il disco si presenta come il successore di "Metal Rendez-Vous", rispetto al quale appare più fiacco e meno coinvolgente. Il full-length in questione viene aspramente criticato da tutta la stampa di settore che inizia ad etichettare i Krokus come semplici cloni degli AC/DC. Per chi non ricerca l'originalità a tutti i costi "Hardware" è comunque un lavoro da non buttare, solido e trascinante, che raggiunge i picchi massimi con il singolo "Rock City", il cui video-clip, a suo tempo, era costantemente in rotazione su Videomusic, e grazie a brani ad alto voltaggio quali l'anthemica "Easy Rocker", la sofferta "Winning Man" oppure la demenziale "Mad Racket". Nonostante l'avversa opinione dei critici, la popolarità dei Krokus aumenta, tanto che "Hardware" conquisterà il disco d'oro in Svizzera. Vi segnalo come questo sia l'ultimo capitolo nel quale possiamo trovare impegnato, alla sei corde, lo sfortunato Tommy Kiefer che lascerà la band, e morirà suicida il 24 dicembre 1986. Verrà sostituito da Mark Kohler.

## Tracce
1. Celebration (Von Rohr, VonArb) - 3:23
2. Easy Rocker (Von Rohr, VonArb) - 5:28
3. Smelly Nelly (Von Rohr, VonArb) - 3:42
4. Mr. 69 (Von Rohr, VonArb) - 3:02
5. She's Got Everything (Von Arb, Von Rohr) - 3:58
6. Burning Bones (Von Rohr, VonArb) - 3:37
7. Rock City (Von Rohr, VonArb) - 4:47
8. Winning Man (Von Rohr, VonArb) - 5:34
9. Mad Rocket (Von Rohr, VonArb) - 4:02

## Singoli
- Industrial Strengh EP (Bedside Radio, Celebration, Easy Rocker, Bye Bye Baby)
- Rock City (lato bs: Mr. 69, Mad Rocket (live))
- Smelly Nelly (lato b: Burning Bones)
- Winning Man (lato b: Mad Rocket)

## Formazione
- Marc Storace – voce
- Fernando von Arb – chitarra ritmica, basso, tastiere
- Tommy Kiefer – chitarra solista
- Chris von Rohr – basso, tastiere
- Freddy Steady – batteria
- Jurg Naegeli – tastiere, basso